# Elettrotreno BVB tipo G
Template:Linee servite
Gli elettrotreni tipo G sono una serie di elettrotreni utilizzati sulla metropolitana di Berlino.

## Storia
Per sostituire gli obsoleti elettrotreni tipo A ancora in uso sulla linea A della metropolitana (l'unica a sagoma ridotta dell'intera rete), all'inizio degli anni settanta la BVB ordinò alla LEW di Hennigsdorf di studiare un nuovo modello di elettrotreno.
La LEW elaborò un prototipo di treno a due elementi, e ne costruì 4 unità, ultimati all'inizio del 1974 e consegnati alla BVB l'anno successivo. Il nuovo elettrotreno fu classificato nella serie G e soprannominato Gustav.
Dalle prove vennero stabilite le caratteristiche definitive dei treni di serie, che vennero consegnati a partire dal 1978 e utilizzati sin dall'inizio in servizio regolare. La prima serie fu denominata GI e ottenne il soprannome Gisela; complessivamente vennero costruite 57 unità, fino al 1983.
Sempre nel 1983 la LEW costruì una seconda serie di 10 unità, denominata GII, che tuttavia venne inizialmente noleggiata alla metropolitana di Atene, in previsione di una fornitura della LEW per quella rete. I treni tornarono a Berlino dopo alcuni mesi.
Nel 1988-1989 venne costruita una terza serie di 52 unità (GI-1), tecnicamente migliorata, che consentì finalmente l'accantonamento degli ottuagenari elettrotreni tipo A.
In seguito alla riunificazione tedesca il numero degli elettrotreni tipo G si rivelò sovrabbondante, pertanto nel 1996 60 unità furono vendute alla città coreana di Pyongyang, che le utilizza per l'esercizio sulla rete metropolitana.